# A Slave of Vanity
A Slave of Vanity er en amerikansk stumfilm fra 1920 af Henry Otto.

## Medvirkende
- Pauline Frederick som Iris Bellamy
- Arthur Hoyt som Croker Harrington
- Nigel Barrie som Laurence Trenwith
- Willard Louis som Frederick Maldonado
- Maude Louis som Fanny Sullivan
- Daisy Jefferson som Aurea Vyse
- Ruth Handforth som Miss Pinsent
- Howard Gaye som Arthur Kane